# Пауль Пінна
Пауль-Отто-Герман Пінна (ест. Paul-Otto-Hermann Pinna; нар. 21 вересня (3 жовтня) 1884, Таллінн — пом. 25 березня 1949, Таллінн) — естонський актор та театральний режисер. Народний артист Естонської РСР (1942).

## Пам'ять
У Таллінні є вулиця Пауля Пінна. З 1949 по 1989 роки в Таллінні існував театр імені Пауля Пінна.